# 플럼 마리코
우메다 마리코 (梅田 麻里子, Umeda Mariko, 1967년 11월 1일 – 1997년 8월 16일), 링네임 플럼 마리코 (プラム麻里子, Puramu Mariko)로 더 잘 알려진 일본의 여성 프로레슬러로, 1986년부터 1992년까지 재팬 위민스 프로레슬링(Japan Women's Pro-Wrestling)에서 활동했으며, 이후 1992년부터 1997년 사망할 때까지 JWP 조시 푸로레스(JWP Joshi Puroresu)에서 활동했다. 마리코는 일본에서 레슬링 경기 중 입은 부상으로 사망한 최초의 프로레슬러였다.

## 챔피언십과 성과
- All Japan Women's Pro Wrestling

- AJW Hall of Fame (1998) 

- Japan Women's Pro Wrestling

- JWP Junior Championship(1회)
- UWA Women's Junior Championship(1회)

## 참고문헌
1. ↑  “三沢さん、福田選手以来男子２度目の悲劇 記事を印刷する” (일본어). Nikkan Sports. 2009년 6월 14일. 2014년 12월 4일에 확인함.
2. ↑  “All Japan Women's Pro-Wrestling Hall of Fame”. 《Wrestling-Titles.com》. 2023년 1월 26일에 원본 문서에서 보존된 문서. 2023년 10월 19일에 확인함.